# Josef Mihalco
Josef Mihalco es un deportista eslovaco que compitió para Checoslovaquia en voleibol adaptado. Ganó tres medallas en los Juegos Paralímpicos de Verano entre los años 1992 y 2000.

## Palmarés internacional
| Representando a Checoslovaquia |                          |                   |                         |
| Juegos Paralímpicos            |                          |                   |                         |
| Año                            | Lugar                    | Medalla           | Competición             |
| 1992                           | Barcelona (España)       | Medalla de bronce | Torneo masculino de pie |
| Representando a Eslovaquia     |                          |                   |                         |
| Juegos Paralímpicos            |                          |                   |                         |
| Año                            | Lugar                    | Medalla           | Competición             |
| 1996                           | Atlanta (Estados Unidos) | Medalla de plata  | Torneo masculino de pie |
| 2000                           | Sídney (Australia)       | Medalla de bronce | Torneo masculino de pie |